# Prinzessin (1966)
Prinzessin (Originaltitel: Prinsessan) ist ein schwedisches Filmdrama in Schwarzweiß aus dem Jahr 1966 von Åke Falck, der auch – zusammen mit Lars Widding – das Drehbuch verfasst hatte. Es beruht auf einem Tatsachenbericht von Gunnar Mattsson. In den Hauptrollen sind Grynet Molvig, Lars Passgård und Monica Nielsen zu sehen. Seine Uraufführung erlebte das Werk am 23. Dezember 1966 in Schweden. In der Bundesrepublik Deutschland hatte es seine Premiere am 25. August 1967. Alternativtitel sind Es begann am Strand und Meine Prinzessin.

## Handlung
Die junge Krankenschwester Seija leidet unter der sehr seltenen Krankheit Lymphogranulamatose, eine mit unerträglichem Juckreiz verbundene Knotenbildung im Lymphdrüsensystem, die fast immer zum Tode führt. Alle Ärzte, die sie konsultiert, geben ihr nur noch eine Lebenserwartung von wenigen Monaten. Seija schwankt zwischen Lebenshunger und Selbstmordabsichten. Der ebenfalls junge Journalist Gunnar Mattsson erfährt erst davon, nachdem er sich in Seija verliebt hat, weil das Mädchen voll seinem Wunschbild entspricht. Nun muss er sich darüber im Klaren werden, ob ihn nicht nur liebendes Mitleid weiter an sie bindet, etwas, wogegen Seija besonders empfindlich wäre. Aber schließlich heiraten die beiden trotz aller Bedenken. Gegen jegliche Hoffnung und Vernunft empfängt Seija sogar ein Kind, auf das sie nicht verzichten will und dessentwegen sie während der Schwangerschaft auf jede Bestrahlungsbehandlung verzichtet. Als dann der Junge – entgegen der ärztlichen Prophezeiung – nach einer schweren Geburt gesund zur Welt gekommen ist, sind auf einmal bei Seija alle Krankheitssymptome auf medizinisch unerklärliche Weise verschwunden. Am Ende des Films heißt es: „Wir können lernen, dass es nichts Endgültiges gibt. Wenn wir glauben, dass wir an einem Ende angekommen sind, kann es sein, dass wir vor einem neuen Anfang stehen.“

## Anmerkung
Die im Film erzählte Geschichte hat sich tatsächlich zugetragen, allerdings nicht in Schweden, sondern in Finnland. Im Realfall handelte es sich nicht um die seltene Lymphogranulamatose, sondern um eine andere, sehr häufig auftretende, unheilbare Krankheit.

## Kritiken
Der Evangelische Film-Beobachter zeigt sich voll des Lobes: „Der inzwischen recht bekannte Tatsachenbericht von Gunnar Mattsson erfuhr eine überraschend gute Gestaltung, deren positiver Realismus schon ab 16 zu befürworten ist. Sehenswert!“ Weniger wohlwollend urteilt das Lexikon des internationalen Films: „Nacherzählung einer authentischen Geschichte aus Finnland, die sich nach Illustriertenmanier in Äußerlichkeiten erschöpft.“ Die staatliche Filmbewertungsstelle Wiesbaden erteilte dem Werk das Prädikat „Wertvoll“.